# Плоске (Кам'янський район)
Пло́ске — село в Україні, у Кам'янському районі Дніпропетровської області.
Входить до складу Лихівської селищної громади. Населення — 191 мешканець.

## Географія
Село Плоске знаходиться між селами Малі Лозки (нежиле) і Плоско-Таранівка (0,5 км). По селу протікає пересихаючий струмок з загатами.

## Населення

### Мова
Розподіл населення за рідною мовою за даними перепису 2001 року:
| Мова       | Відсоток |
| ---------- | -------- |
| українська | 97,4 %   |
| російська  | 2,6 %    |

## Інтернет-посилання
- Погода в селі Плоске

1. ↑  Рідні мови в об'єднаних територіальних громадах України — Український центр суспільних даних